# Jardín Botánico de Zielona Góra

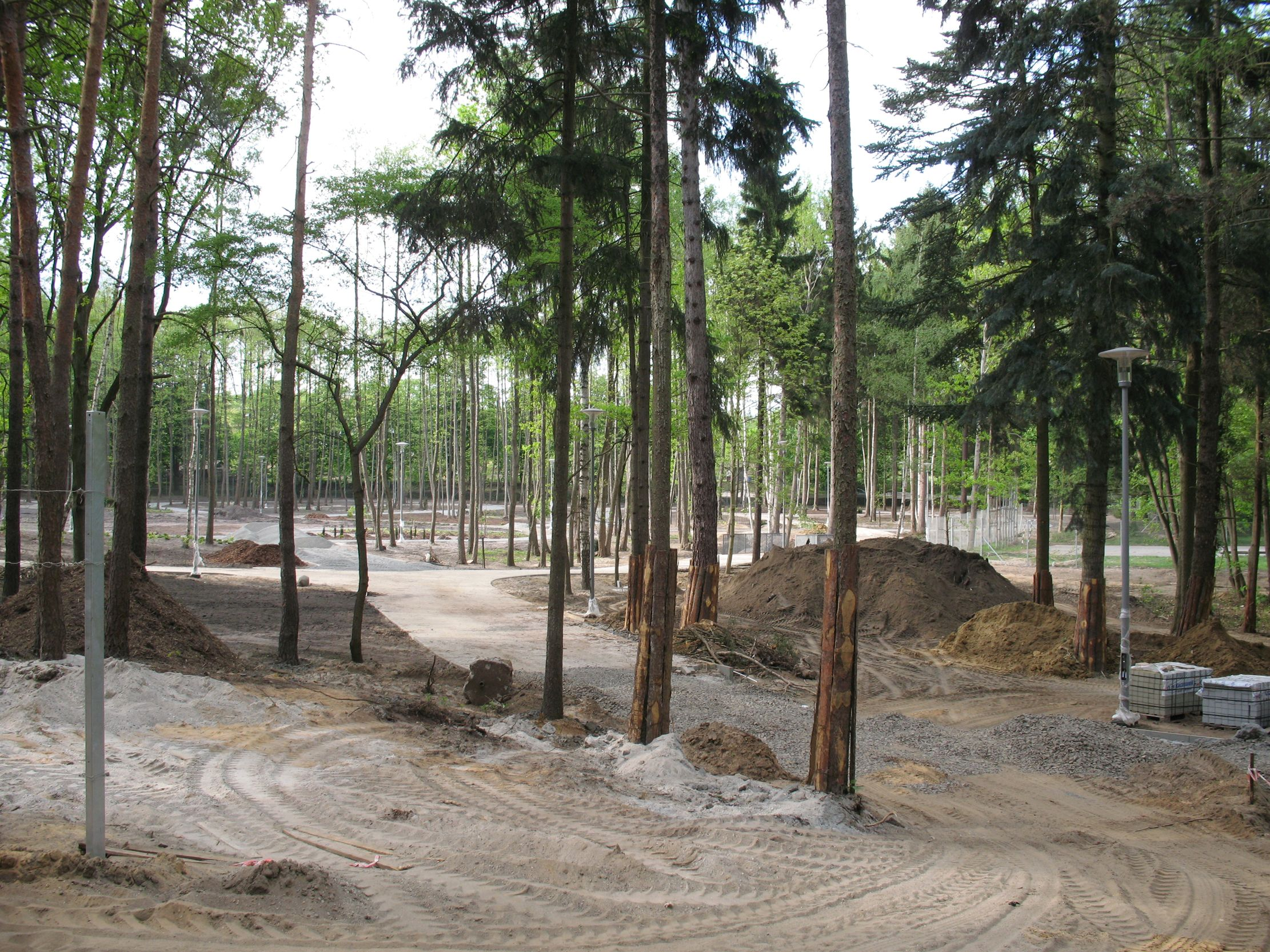
Jardín botánico de Zielona Góra estado de las obras de acondicionamiento en 2007.

El Jardín Botánico de Zielona Góra en polaco : Ogród Botaniczny w Zielonej Górze, es un jardín botánico de unas 2 hectáreas de extensión que se encuentra en Zielona Góra, capital de la región vinícola de Polonia.

## Historia
El jardín botánico en abandono después de la Segunda Guerra Mundial, empezó su reconstrucción con fondos de cohesión de la Unión Europea a principios del 2007.
En unas 2 hectáreas todo se está restaurando acorde con el jardín botánico original de 1925.
Se está estudiando traspasar su administración a la universidad

## Colecciones
Se están restaurando
- La colección de plantas acuáticas
- Alpinum con plantas características de la región de montañosa de Karkonosze.
- Plantas utilitarias de la región.